# Вапцаров, Никола
Никола Йонков Вапцаров (7 декабря (24 ноября) 1909, Банско, Болгария — 23 июля 1942, София, Болгария) — болгарский поэт и писатель, революционер-антифашист.

## Биография
Родился в семье болгарского национал-революционера Ивана (Йонко) Вапцарова и учительницы. В 1924 году поступил в гимназию в Разлоге. Прервав обучение, в 1926 году поступил в морское техническое училище в Варне, которое окончил в 1932 году. Служил на судне «Бургас», вместе с которым посетил Истамбул, Александрию, Бейрут и Порт-Саид. По возвращении начал работать на фабрике, организовал любительский театр и вступил в БКП.
В 1936 году в результате аварии на производстве был уволен и переехал в Софию. Работая техником на различных заводах, кочегаром на железной дороге, начинает писать стихи. Стал одним из создателей и активнейшим деятелем Кружка македонских поэтов (1938). Вёл агитацию и сбор подписей для заключения советско-болгарского договора о дружбе и взаимопомощи, за что был судим по закону о защите государства и сослан в городе Годеч. Там он был должен отмечаться в полицейском участке каждый день. Ему было запрещено разговаривать по телефону, а его корреспонденция перлюстрировалась. Его знаменитое стихотворение «Крестьянская хроника», которое он написал специально для Соболевской акции, было представлено на суде как улика. Оно заканчивалась стихом:
| Селска хроника    | Крестьянская хроника |  |
| ...               | ...                  |  |
| Та казвам аз,     | И говорю я,          |  |
| понеже няма       | так, как нет         |  |
| олио              | подсолнечного масла  |  |
| и хлябът е        | и хлеб               |  |
| от мъката по-чер, | чернее наших мук,    |  |
| един е лозунга:   | один есть лозунг:    |  |
| Терора долу!      | Долой террор!        |  |
| Съюз със СССР!    | Союз с СССР!         |  |

Единственный поэтический сборник Вапцарова, «Котельные баллады» (болг. «Бойлерови Балади») издан в 1940 г. в тираж 1500 шт. Он переведён на 30 языков.
После нападения Германии на СССР ушёл в подполье, где занимался проведением минно-подрывных курсов, транспортировкой и хранением оружия, организацией явок и продолжал писать антифашистские произведения. Арестован 4 марта 1942 г., подвергся пыткам и расстрелян в числе 12 антифашистов (Антон Иванов, Антон Попов, Атанас Романов, Петр Богданов, Георги Минчев и др.) 23 июля по приговору трибунала.
Царь Борис III, вопреки настоятельным просьбам болгарской интеллигенции и тому, что  сам неоднократно бывал в доме Вапцаровых, отказал в помиловании поэта. Оказала влияние на это и скорая встреча с Геббельсом, которая подстегнула в Болгарии борьбу с противниками фашизма.
По рассказам очевидцев после приведения расстрела в исполнение, Вапцаров остался жив, в чем удостоверился присутствующий на месте врач.
Тогда позвонили в дворец и связались с Борисом III. На что он ответил: Убийте го! Гръмните го в главата!"
Вопреки тому, что по болгарскому закону повторный расстрел выжившего был запрещен, царь настоял на убийстве поэта.
В 1952 году Никола Вапцаров посмертно получил награду Международного Союза Мира.
- Никола и Йонко Вапцаровы
- Свидетельство об окончании Морского технического училища в Варне
- Членская карта Союза болгарских писателей Вапцарова

## Память
- памятник в городе Варна.
- фильм "Песня о человеке" (Болгария, 1952)[1]
- Высшее военно-морское училище имени Николы Вапцарова в городе Варна.
- учебный корабль "Н. Й. Вапцаров" военно-морского флота Болгарии
- Дом–музей Николы Вапцарова[2] на центральной площади г. Банско

## Книги
- Полный список поэзии Вапцарова, на болгарском языке
- «Никола Вапцаров. Съчинения». Изд. «Съюз на българските писатели». София, 1982